# Bataille de Misrata (1912)
Pour les articles homonymes, voir Bataille de Misrata.
Guerre italo-turque
La bataille de Misrata a opposé les forces italiennes et turques le 9 juillet 1912 pendant la guerre italo-turque. La bataille a eu lieu pour le contrôle de la ville tripolitaine de Misrata, une importante base d'approvisionnement pour les forces turco-arabes.

## Contexte
Pendant la guerre italo-turque, la ville de Misrata (connue par les Italiens sous le nom de Misurata), située sur la côte tripolitaine à mi-chemin entre Tripoli et Syrte, est devenue une base importante pour la contrebande de matériel de guerre utilisé pour soutenir la résistance turco-arabe. Le commandement italien avait prévu l'attaque de la ville dès décembre 1911, mais l'exécution du plan a été retardée.
En juin 1912, le commandement italien a finalement entrepris de réaliser l'opération. Pour le débarquement amphibie et l'attaque, la 1re division spéciale a été formée, composée de sept bataillons d'infanterie des 40e, 50e et 63e régiment d'infanterie, des bataillons Alpini "Verona" et "Mondovì", d'une compagnie d'Askari (Àscari) du 5e bataillon érythréen, d'un escadron du 16e régiment de cavalerie légère "Lucca", de quatre batteries d'artillerie (une d'artillerie de campagne et trois d'artillerie de montagne) et d'autres unités.

## La bataille
Le 16 juin 1912, les navires transportant la division spéciale, escortés par les cuirasséss Re Umberto, Sicilia et Sardegna et par les torpilleurs Airone et Clio, arrivent près de la côte de Misrata et débarquent un bataillon de marins, ainsi que d'autres unités, près du village de Bu Sceifa. Les troupes de débarquement, soutenues par les tirs du Re Umberto, ont vaincu la résistance des troupes turco-arabes retranchées derrière les dunes de la plage, ont capturé Bu Sceifa et ont avancé vers l'intérieur des terres jusqu'à atteindre le bord de l'oasis de Misrata .
Aucune tentative n'a été faite pour avancer immédiatement dans Misrata et attaquer la garnison turco-arabe. Le général italien Vittorio Camerana a plutôt choisi de rester sur la défensive et de consolider sa position. Ainsi, les Italiens ont passé la semaine suivante à créer une base d'opérations en apportant des fournitures sur le rivage et en fortifiant leur position. Une reconnaissance des environs a été effectuée et il a été signalé qu'il n'y avait aucun signe de forces turco-arabes importantes dans la région. Le 23 juin, cependant, des activités turco-arabes ont été observées à l'oasis de Misrata. Le 5 juillet, une force turco-arabe estimée à 5 000 hommes a attaqué le campement italien et a été repoussée.
Quatre jours plus tard, le 9 juillet à 4 heures du matin, le général Camerana a formé sa force en trois colonnes et a avancé sur Misrata. Deux colonnes ont avancé directement sur l'oasis tandis que la troisième colonne a tenté de contourner et d'attaquer Misrata par le sud. La colonne italienne de droite a rencontré la résistance des forces turco-arabes retranchées sur le bord est de l'oasis mais a continué à avancer. La colonne italienne du centre s'est également heurtée à la résistance turco-arabe lorsqu'elle est entrée dans l'oasis et le village d'Az Zarrug. Cependant, les Italiens ont successivement capturé l'oasis de Misrata, l'oasis et le village d'Az Zarrug, et la ville de Misrata. À 18 heures, les forces turco-arabes se retiraient et les combats étaient terminés .

## Conséquences
Après avoir pris Misrata, les forces italiennes ont fortifié la zone avec des unités des 50e et 63e régiments d'infanterie, les bataillons Alpini "Verona" et "Mondovì", une compagnie d'Askari érythréens, quelques batteries d'artillerie ainsi que des ingénieurs et du personnel de service. La garnison d'Az Zarrug était composée de troupes du 35e régiment d'infanterie.
Misrata est restée aux mains des Italiens jusqu'en août 1915, date à laquelle toutes les troupes italiennes ont été retirées de la ville en raison de la participation de l'Italie à la Première Guerre mondiale et de la rébellion généralisée en Libye. Misrata sera finalement reprise par les forces italiennes en 1922, pendant la pacification de la Libye (également appelée la seconde guerre Italo-Sanoussi).

## Note
1. 1 2  Stephenson (2014), p. 189.
2. ↑  Reports of the Italian General Staff (1914), p. 82.
3. ↑  Scarpa (1952), p. 278-284.
4. ↑  Gabriele (1998), p. 175.
5. ↑  Stephenson (2014), p. 189-190.
6. ↑  Reports of the Italian General Staff (1914), p. 71-72.
7. ↑  Tuccari (1994).

## Source
- (en) Cet article est partiellement ou en totalité issu de l’article de Wikipédia en anglais intitulé « Battle of Misrata (1912) » (voir la liste des auteurs).